# 주한 미군 사령관
주한 미군 사령관(영어: Commander, United States Forces Korea)은 한반도에 주둔하고 있는 통합전투사령부인 주한 미군사령부를 총괄적으로 지휘하는 사령관의 직책을 가리킨다.
유엔군사령부와 한미연합군사령부의 사령관도 겸직한다.
2024년 12월 기준으로, 주한 미군 사령관은 제이비어 T. 브런슨 대장이 맡고있다. 제이비어 T. 브런슨은 지난 2024년 12월 20일 취임하였다.

## 역사
1957년 7월 1일, 극동사령부가 태평양 사령부로 병합되고 각 주요 지역별로 나누어 관리할 필요성이 생기면서, 1957년 7월 1일 조지 워커 대장을 초대 사령관으로 한 주한 미군이 설립되었다.
초기의 주한 미군 사령관은 제8군과 유엔사령부 3부서의  직책 수행

## 지위
- 주한 미군 사령관 (Commander, United States Forces Korea)
1957년 7월 1일, 신설 ~ 현재
- 유엔군 사령관 (Commander, United Nation Command)
1950년 7월 24일, 신설 ~ 현재
- 제8군 사령관 (Commander, Eighth United States Army)
1957년 7월 1일, 병합 ~ 1992년, 분리
- 한미연합군사령관 (Commander, ROK/U.S. Combined Forces Command)
1978년 11월 7일, 신설 ~ 현재

## 역대 사령관

### 군정 시절
| #    | 사진 | 계급      | 성명       | 취임일          | 이임일          | 비고                                           |
| ---- | ---- | --------- | ---------- | --------------- | --------------- | ---------------------------------------------- |
| 초대 |      | 육군 중장 | 존 R. 하지 | 1945년 9월 2일  | 1948년 8월 25일 | 제1대 재조선미육군사령부군정청 청장            |
| 2대  |      | 육군 소장 | 존 B. 콜터 | 1948년 8월 25일 | 1949년 6월 30일 | 제2대 재조선미육군사령부군정청 청장, 이후 폐지 |

### 주한 미군 시절
| #    | 사진 | 계급      | 성명                                      | 취임일          | 이임일          | 비고                                 |
| ---- | ---- | --------- | ----------------------------------------- | --------------- | --------------- | ------------------------------------ |
| 초대 |      | 육군 대장 | 조지 H. 데커 George H. Decker             | 1957년 7월 1일  | 1959년 6월 30일 | 6대 유엔군 사령관 8대 제8군 사령관   |
| 2대  |      | 육군 대장 | 카터 B. 매그루더 Carter B. Magruder       | 1959년 7월 1일  | 1961년 6월 30일 | 7대 유엔군 사령관 9대 제8군 사령관   |
| 3대  |      | 육군 대장 | 가이 S. 멜로이 주니어 Guy S. Meloy Jr.    | 1961년 7월 1일  | 1963년 7월 31일 | 8대 유엔군 사령관 9대 제8군 사령관   |
| 4대  |      | 육군 대장 | 헤밀턴 H. 호제 Hamilton H. Howze          | 1963년 8월 1일  | 1965년 6월 15일 | 9대 유엔군 사령관 10대 제8군 사령관  |
| 5대  |      | 육군 대장 | 드와이트 E. 비치 Dwight E. Beach          | 1965년 6월 16일 | 1966년 6월 31일 | 10대 유엔군 사령관 11대 제8군 사령관 |
| 6대  |      | 육군 대장 | 찰스 H. 보네스틸 3세 Charles H. Bonesteel | 1966년 9월 1일  | 1969년 9월 30일 | 11대 유엔군 사령관 12대 제8군 사령관 |
| 7대  |      | 육군 대장 | 존 H. 마이켈리스 John H. Michaelis        | 1969년 10월 1일 | 1972년 8월 31일 | 12대 유엔군 사령관 13대 제8군 사령관 |
| 8대  |      | 육군 대장 | 도널드 V. 베너트 Donald V. Bennett        | 1972년 9월 1일  | 1973년 7월 31일 | 13대 유엔군 사령관 14대 제8군 사령관 |
| 9대  |      | 육군 대장 | 리처드 G. 스틸웰 Richard G. Stilwell      | 1973년 8월 1일  | 1976년 10월 8일 | 14대 유엔군 사령관 15대 제8군 사령관 |
| 10대 |      | 육군 대장 | 존 W. 베시 Jr. John W. Vessey Jr.         | 1976년 10월 8일 | 1978년 11월 7일 | 15대 유엔군 사령관 16대 제8군 사령관 |

| #    | 사진 | 계급      | 성명                                                | 취임일          | 이임일                                                     | 비고                                                                   |
| ---- | ---- | --------- | --------------------------------------------------- | --------------- | ---------------------------------------------------------- | ---------------------------------------------------------------------- |
| 10대 |      | 육군 대장 | 존 W. 베시 Jr. John W. Vessey Jr.\| 1978년 11월 7일 | 1979년 7월 10일 | 초대 한미연합군사령관 15대 유엔군 사령관 17대 제8군 사령관 |                                                                        |
| 11대 |      | 육군 대장 | 존 A. 위컴 주니어 John A. Wickham Jr.               | 1979년 7월 10일 | 1982년 6월 4일                                             | 2대 한미연합군사령관 16대 유엔군 사령관 18대 제8군 사령관              |
| 12대 |      | 육군 대장 | 로버트 W. 시니월드 Robert W. Sennewald              | 1982년 6월 4일  | 1984년 6월 1일                                             | 3대 한미연합군사령관 17대 유엔군 사령관 19대 제8군 사령관              |
| 13대 |      | 육군 대장 | 윌리엄 J. 리브시 William J Livsey                   | 1984년 6월 1일  | 1987년 6월 25일                                            | 4대 한미연합군사령관 18대 유엔군 사령관 20대 제8군 사령관              |
| 14대 |      | 육군 대장 | 루이스 C. 메네트리 Louis C. Menetrey                | 1987년 6월 25일 | 1990년 6월 26일                                            | 5대 한미연합군사령관 19대 유엔군 사령관 21대 제8군 사령관              |
| 15대 |      | 육군 대장 | 로버트 W. 리스카시 Robert RisCassi                  | 1990년 6월 26일 | 1992년 12월 1일                                            | 6대 한미연합군사령관 20대 유엔군 사령관 22대 제8군 사령관(이후 분리됨) |

| #    | 사진 | 계급      | 성명                                     | 취임일           | 이임일           | 비고                                     |
| ---- | ---- | --------- | ---------------------------------------- | ---------------- | ---------------- | ---------------------------------------- |
| 15대 |      | 육군 대장 | 로버트 W. 리스카시 Robert RisCassi       | 1992년 12월 1일  | 1993년 6월 15일  | 7대 한미연합군사령관 20대 유엔군 사령관  |
| 16대 |      | 육군 대장 | 게리 E. 럭 Gary E. Luck                  | 1993년 6월 15일  | 1996년 7월 9일   | 8대 한미연합군사령관 21대 유엔군 사령관  |
| 17대 |      | 육군 대장 | 존 H. 틸레일, Jr. John H Tilelli         | 1996년 7월 9일   | 1999년 12월 9일  | 9대 한미연합군사령관 22대 유엔군 사령관  |
| 18대 |      | 육군 대장 | 토머스 A. 슈워츠 Thomas A. Schwartz      | 1999년 12월 9일  | 2002년 5월 1일   | 10대 한미연합군사령관 23대 유엔군 사령관 |
| 19대 |      | 육군 대장 | 리언 J. 러포트 Leon J. LaPorte           | 2002년 5월 1일   | 2006년 2월 3일   | 11대 한미연합군사령관 24대 유엔군 사령관 |
| 20대 |      | 육군 대장 | 버웰 B. 벨 3세 Burwell B.                | 2006년 2월 3일   | 2008년 6월 3일   | 12대 한미연합군사령관 25대 유엔군 사령관 |
| 21대 |      | 육군 대장 | 월터 L. 샤프 Walter L Sharp              | 2008년 6월 3일   | 2011년 7월 14일  | 13대 한미연합군사령관 26대 유엔군 사령관 |
| 22대 |      | 육군 대장 | 제임스 D. 서먼 James D. Thurman          | 2011년 7월 14일  | 2013년 10월 2일  | 14대 한미연합군사령관 27대 유엔군 사령관 |
| 23대 |      | 육군 대장 | 커티스 스캐퍼로티 Curtis Scaparrotti     | 2013년 10월 3일  | 2016년 4월 30일  | 15대 한미연합군사령관 28대 유엔군 사령관 |
| 24대 |      | 육군 대장 | 빈센트 K. 브룩스 Vincent K. Brooks       | 2016년 4월 30일  | 2018년 11월 8일  | 16대 한미연합군사령관 29대 유엔군 사령관 |
| 25대 |      | 육군 대장 | 로버트 B. 에이브럼스 Robert B. Abrams    | 2018년 11월 8일  | 2021년 7월 2일   | 17대 한미연합군사령관 30대 유엔군 사령관 |
| 26대 |      | 육군 대장 | 폴 러캐머라 Paul LaCamera                | 2021년 7월 2일   | 2024년 12월 20일 | 18대 한미연합군사령관 31대 유엔군 사령관 |
| 27대 |      | 육군 대장 | 제이비어 T. 브런슨 PaulXavier T. Brunson | 2024년 12월 20일 |                  | 19대 한미연합군사령관 32대 유엔군 사령관 |

## 같이 보기
- 미국 극동사령관
- 육군: 미국 제8군 사령관
- 해군: 주한 미국 해군
- 공군: 제7공군

## 참고 문헌
- 《Eighth Army Blue Book》 (PDF) (영어). Eighth Army Public Affairs. 15-16쪽. 2020년 9월 24일에 원본 문서 (PDF)에서 보존된 문서. 2020년 2월 10일에 확인함.